# ميغيل فرناندو بيريرا رودريغوس
ميغيل فرناندو بيريرا رودريغوس (بالبرتغالية: Miguel Fernando Pereira Rodrigues‏) (16 مارس 1993 بفاطمة في البرتغال - ) هو لاعب كرة قدم برتغالي في مركز الدفاع. شارك مع منتخب البرتغال تحت 20 سنة لكرة القدم ومنتخب البرتغال تحت 21 سنة لكرة القدم. أما مع النوادي، فقد لعب مع ناسيونال ماديرا ويو دي ليريا.

## وصلات خارجية
- ميغيل فرناندو بيريرا رودريغوس على موقع قاعدة بيانات كرة القدم.إي يو (الإنجليزية)
- ميغيل فرناندو بيريرا رودريغوس على موقع Soccerway.com (الإنجليزية)
- ميغيل فرناندو بيريرا رودريغوس على موقع عالم كرة القدم.نت (الإنجليزية)
- ميغيل فرناندو بيريرا رودريغوس على موقع AS.com (الإسبانية)